# Први руско-персијски рат
Руско-Персијски рат, 1722 — 1723, познат је у руској историографији као Персијски поход Петра великог, био је рат између Русије и Персијског царства Сафавида (Иран), изазван покушајем руског цара да прошири руски утицај на Каспијски и Јужно кавкаски регион и спречи свог противника, Османско царство, да дође до територијалих добитака у региону на рачун опадајуће Сафавидске Персије.
Пре кампање, Петар Велики обезбедио је савез са грузијским краљем Вахтангом IV и са главним епскопом Јерменске цркве Азваџадуром. Ови хришћански владари су молили за руску помоћ у својим сукобима са Персијом , и експанзионистичким Отоманским царством.
У јулу 1722, Руска војска и козаци бројали су, око 22.000 људи, затим су укрцани на бродове ново-изграђене Каспијске флоте коју је предводио Фјодор Апраксин из Астрхана. Касније им се придружило још око 22.000 коњаника и козака маршорјући копнено из града Царицин (данашњи Волгоград). Руска војска је 23. августа, 1722. заузела Дербент у јужном Дагестану. Међутим, у јесен исте године временске неприлике на каспијском мору приморале су Петра Великог да се врати у астрахан остављајући руске гарнизоне код Дербента и Буђоновска. Септембра 1722, Вахтанаг VI улогорио се код Ганже у данашњем Азербеџану са мешовитом грузијско-јерменском војском од 40.000 да би се придружио брзонапредујућој руској војсци у походу, али после вести о Петровом одлазку вратио се у Тбилиси у новембру.
У децембру 1722. руска војска и морнарица, под генерал-мајором, Михајлом Матјушкином зауима Рашт и у јулу 1723. наставља поход и заузима Баку. Руски војни успеси и османлијска инвазија на Персијске положаје на јужном кавказу у пролеће 1723. год приморала је Тахмаспа II да потпише да закључи мир у Санкт Петербургу којим је предао Дербан, Баку, и персијске провинције Ширван, Гилан, Мазендаран, и Астрабад (данашњи Горган) Русима 12. септембра, 1723. године.
Године 1735, уочи Руско-турског рата (1735—1739), царица Ане Ивановна је вратила све анектиране области Персији као предуслов стварања савеза са Персијом против Османлија.